# 琵琶湖哀歌

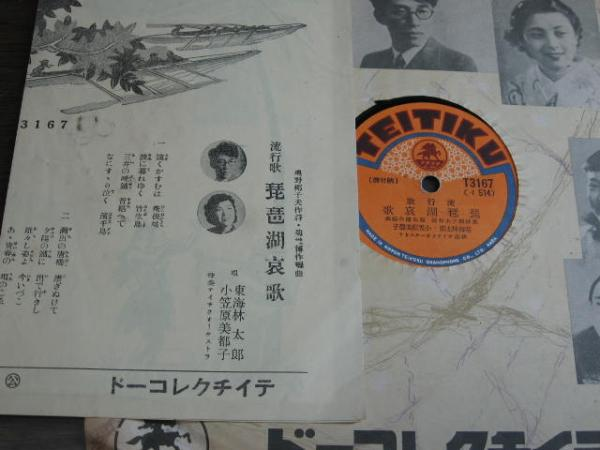
琵琶湖哀歌

『琵琶湖哀歌』（びわこあいか）は、1941年（昭和16年）6月にテイチクレコードから出された流行歌。旧レコード番号3167。

## 概要
作詞を奥野椰子夫、作曲を菊池博が行い、東海林太郎と小笠原美都子が歌った。
同年4月6日に琵琶湖でボート練習中に突風のため転覆し水死した第四高等学校（現・金沢大学）漕艇部の部員11人を悼んで作られたとされている。（琵琶湖遭難事故）
歌詞には、遭難事故には全く関係のない琵琶湖八景が詠み込まれており、またメロディの半分ほどは琵琶湖周航の歌の借用である。東海林と小笠原のデュエットも即席で、レコードが発売されたのはまだ遭難者の捜索が続いていた最中であった。
テイチクに移籍した東海林の代表曲でもあった。B面は「南海夜曲」（作詞は杵渕一郎、作曲は山下五朗）で、中村柾子が歌っている。 
1999年（平成11年）には、山本和美が再録して発売した。
この歌とは別に、四高生により「四高漕艇班遭難追悼歌」が作られており、萩の浜にある「四高桜」の碑に刻まれているのは「琵琶湖哀歌」の4番歌詞ではなく、「四高漕艇班遭難追悼歌」の4番歌詞である。

## 歌詞
遠くかすむは 彥根城
波に暮れ行く 竹生島
三井の晩鐘 音絶へて
何すゝり泣く 濱千鳥
瀬田の唐橋 漕ぎぬけて
夕日の湖に 出で行きし
雄々しき姿よ 今いずこ
あゝ青春の 唄のこえ
比良の白雪 溶けるとも
風まだ寒き 志賀の浦
オールを揃えて さらばぞと
しぶきに消えし 若人よ
君は海の子 かねてより
覺悟は胸の 波まくら
小松ヶ原の 紅椿
御靈を守れ 湖の上